# 私…
『私…』（わたし…）は、1977年1月2日から1978年3月26日まで、東京12チャンネル（現：テレビ東京）で放送されたテレビ番組（ミニ番組）である。全64回。

## 概要
放送時間は毎週日曜日21:48 - 21:54（JST。1977年3月13日と1977年5月22日は放送時間を変更）の約5 - 6分間。『日曜ビッグスペシャル』のすぐ後の時間で放送されていた。総出演者数は52人。1978年1月1日から最終回の同年3月26日までの間は、一度出演した人が再登場していた。
演出は主にテレビディレクターで映像作家の佐藤輝が手掛けた。最初、広告代理店から本番組の制作を依頼された時の企画は『スターのご趣味拝見』というものだったが、結果、全く違うような番組になっていった。全てフィルムで撮影され、各出演者が自分の趣味やこだわりを語るという内容が本筋ではあったが、佐藤曰く「出たとこ勝負」で、各出演者の生々しさを表現すべく、思い付きやひらめきから出演者に無茶振りを要求するように制作され、美映像あり、狂乱、熱気、バイオレンスありと言った独特な演出が多くなっていった（#主な演出内容の節を参照）。
撮影は夜の時間帯が多く、5分番組の場合フィルムは300フィートで充分な所を、本番組では10倍の3,000フィート用意し、そのフィルムがあり続ける限り撮影し続け、佐藤は「オールラッシュ、ネガ編集など映画1本制作するのと同様の手順を踏まなければいけなかったので、完成まで手間も金も掛かった」と話している。しかしその結果、本番組ではあまりにも制作費がかかり過ぎて3,000万円の借金を抱えることになった（その後、パルコのCM撮影などを手掛けるなどの仕事をこなし、借金は完済したという）。
オープニングテーマ曲はCharのギター曲『スモーキー』の間奏部分。また各回には、当時のヒット歌謡曲中心に佐藤が選曲して映像中に流し、演出として盛り込んでいたりもした。
後日、2016年2月21日に同局で放送された『テレビ東京52年分の映像大放出!モヤモヤ映像廃棄センター〜こんなVTR新社屋に持って行けません〜』において、佐藤輝のインタビューと共に本番組が紹介された。

## 各回出演者一覧
- 菅原文太 （1977年1月2日）
- 中村雅俊 （1977年1月9日）
- 鰐淵晴子 （1977年1月16日）
- 川谷拓三 （1977年1月23日）
- かまやつひろし （1977年1月30日）
- 志穂美悦子 （1977年2月6日）
- 美輪明宏 （1977年2月13日）
- 宇崎竜童 （1977年2月20日）
- 田中邦衛 （1977年2月27日）
- アン・ルイス （1977年3月6日）
- 木の実ナナ （1977年3月13日）※22:18から放送
- 黒田征太郎 （1977年3月20日）
- 羽仁未央 （1977年3月27日）
- 岡本太郎 （1977年4月3日）
- 沢田研二 （1977年4月10日）
- 高橋洋子 （1977年4月17日）
- 矢沢永吉 （1977年4月24日）
- 小柳ルミ子 （1977年5月1日）
- 渡辺貞夫 （1977年5月8日）
- 田谷力三 （1977年5月15日）
- 高原敬武 （1977年5月22日）※20:54から放送
- 山口百恵 （1977年5月29日）
- ジョー山中 （1977年6月5日）
- 石川さゆり （1977年6月12日）
- いしだあゆみ （1977年6月19日）
- 藤竜也 （1977年6月26日）
- 石川セリ （1977年7月3日）
- 大滝秀治 （1977年7月10日）
- 赤塚不二夫 （1977年7月17日）
- ジャネット八田 （1977年7月24日）
- 内田裕也 （1977年7月31日）
- 岸田今日子 （1977年8月7日）
- 研ナオコ （1977年8月14日）

- 淡谷のり子 （1977年8月21日）
- 泉谷しげる （1977年8月28日）
- 布施明 （1977年9月4日）
- 太地喜和子 （1977年9月11日）
- タモリ （1977年9月18日）
- 桃井かおり （1977年9月25日）
- 水森亜土 （1977年10月2日）
- 渡瀬恒彦 （1977年10月9日）
- 森進一 （1977年10月16日）
- 和田アキ子 （1977年10月23日）
- 岡林信康 （1977年10月30日）
- 遠藤周作 （1977年11月6日）
- 長谷川和彦 （1977年11月13日）
- 具志堅用高 （1977年11月20日）
- 森昌子 （1977年11月27日）
- 藤田敏八 （1977年12月4日）
- ジョニー大倉 （1977年12月11日）
- 井上堯之 （1977年12月18日）
- 山谷初男 （1977年12月25日）

これ以降の出演者は再登場
- 沢田研二 （1978年1月1日）
- 川谷拓三 （1978年1月8日）
- いしだあゆみ （1978年1月22日）
- 泉谷しげる （1978年1月29日）
- 赤塚不二夫 （1978年2月5日）
- 長谷川和彦 （1978年2月12日）
- 藤竜也 （1978年2月19日）
- 井上堯之 （1978年2月26日）
- ジョニー大倉 （1978年3月5日）
- 黒田征太郎 （1978年3月12日）
- 藤田敏八 （1978年3月19日）
- 渡瀬恒彦 （1978年3月26日）

## 主な演出内容
沢田研二
沢田自身が好きな、桜のイメージを拡げた構成で撮影。
田谷力三
機関銃を撃ちまくるという演出を盛り込んだ。
山口百恵
全編に亘って、砂時計のイメージで構成。当時多忙だった中で本番組の収録時間は45分ほどしか得られず、次の仕事のために移動する最中の地下鉄の車内でもカメラを回し続けた（無許可撮影だった）。また、ナレーションは10分弱で録り終えたが、そのナレーションは全てアドリブだったという。
内田裕也
「フラストレーション」のサブタイトルの下で構成。内田は“怒れるロックンローラー”と言うキャラクターで出演、拳銃を撃ちまくるという演出を行った。
太地喜和子
全編に亘って大量の雨を降らせ、全身ずぶ濡れになりながらカメラを見つめるという演技を要求。普段は見せないような表情を引き出すという演出ではあったが、佐藤は、実は太地が泳げないほど水が苦手だったことを撮影終了後に知らされたという。
タモリ
タモリが当時餃子好きであったことから、ラブホテルに於いて、湯を張った風呂の浴槽に沢山の餃子を浮かべ、そこへタモリに入ってもらったが、餃子が湯でふやけて崩れたことから、映像チェックしたところで浴槽に何が浮かんでいるかわからないという結果になった。
渡瀬恒彦
乱闘とアクションを押し出した演出。
森進一
真白なタキシードを着てもらい、そこに缶入りのトマトをぶつけるという演出を盛り込んだ。このタキシードは森の自前の衣装だった。
岡林信康
今で言うバカ殿のようなキャラクターで出演。時代劇用の撮影所で、撮影スケジュールの無い夜中の時間を利用して撮影したが、チャンバラを派手にやった結果、襖や障子を破くなどセットをかなり壊してしまい、その後の本来の撮影スケジュールに支障を来したことから佐藤らのスタッフはその撮影所を出入り禁止になったという。
遠藤周作　
猿とダンスをするという演出。
長谷川和彦
多くの銃弾を浴びて血まみれになり、それをスローモーションにするという演出。11発の弾着を付けるという操演を要求したが、ADが間違えて8発しか付けず、そのために思い描いた映像が撮れなかったという。
井上堯之
銃で滅多撃ちに遭って昇天するという演出。